# سیارک ۲۵۹۶۵
سیارک ۲۵۹۶۵ (به انگلیسی: 25965 Masihdas، نامگذاری:2001FB27)۲۵۹۶۵مین سیارک کشف شده‌است که در ۱۸ مارس ۲۰۰۱ کشف شد.